# Titularbistum Sinis
Sinis (ital.: Sinide) ist ein  Titularbistum  der römisch-katholischen Kirche.
Es geht zurück auf ein früheres Bistum der gleichnamigen antiken Stadt in der kleinasiatischen Landschaft Armenia II in der heutigen  östlichen Türkei. Das Bistum gehörte der Kirchenprovinz Melitene an.
| Titularbischöfe von Sinis |                        |                                |               |               |
| Nr.                       | Name                   | Amt                            | von           | bis           |
| 1                         | Hermann Josef Esser OP | Sekretär der Indexkongregation | 18. Juni 1917 | 13. März 1926 |